# KKT杯バンテリンレディスオープン
KKT杯バンテリンレディスオープン（ケーケーティーはいバンテリンレディスオープン）は、毎年4月第2週から第3週にかけて熊本県で開催されているくまもと県民テレビ（KKT）の主催、興和の特別協賛、日本女子プロゴルフ協会（JLPGA）公認による女子プロゴルフトーナメントの一つである。2021年現在、賞金総額1億円、優勝賞金1800万円。

## 大会の歴史
ツアー制度施行前の1980年に、｢熊本中央レディスカップゴルフトーナメント｣として開催されたのが前身。1988年、ツアー制度施行の最初の年に、KKTと不動産会社のマルコーの主催により「マルコー中央レディスゴルフトーナメント」（翌1989年から「マルコーレディス」に改題）として開催。当初は熊本中央カントリークラブで行われたが、1991年より、玉名市の玉名カントリークラブに会場を移す。
1992年、新たな主催社に再春館製薬所を迎え「再春館レディース」として開催。1993年から1995年までは益城町の高遊原カントリークラブで、1996年以降は菊陽町の熊本空港カントリークラブに会場を移して現在まで開催されている。
2000年から「再春館レディース・火の国オープン」に改称され行われてきたが、2004年大会をもって再春館製薬所が冠スポンサーから撤退（ただし撤退後もサブスポンサーとして協賛は継続）。翌2005年からライフに変更され、同時に大会名を「ライフカードレディスゴルフトーナメント」に改称されたが、2009年大会をもって撤退。2010年大会から西陣に変更し、同時に大会名を「西陣レディスクラシック」に改称した。
2011年3月11日午後に発生した東北地方太平洋沖地震の影響によってPRGRレディス杯以降の2011年度JLPGAツアーが中止されていたが、この大会よりツアーを再開する事になった。大会名を「心をひとつに 西陣レディスクラシック〜東北地方太平洋沖地震　復興支援チャリティ〜」に変更し、被災地の復興支援を趣旨として開催された。
2012年12月13日にJLPGAより発表された2013年度の大会名称は当初「KKTレディス熊本」となっていたが、2013年1月22日、新たな特別協賛社として興和を迎え、大会名を「KKT杯バンテリンレディスオープン」に変更することが決定した。
2016年は4月14日に発生した熊本地震の影響で、初日の競技が中止された。翌15日午前、主催のくまもと県民テレビ、特別協賛の興和、日本女子プロゴルフ協会が大会の開催について協議し、ギャラリーバスの運行ができずボランティアや観客の輸送ができないこと、余震が続くことが予想されること、選手の心情等を考慮し、大会の中止を決定した。
2018年12月、2019年以降の放映権を巡り、JLPGAとの交渉が決裂した日本テレビ（及び系列局）が、主催・テレビ中継していた大会からの撤退を表明。系列局であるKKTも同年の開催取り止めを一旦決定。しかし女子プロゴルファーの反発などもあり、2019年1月にJLPGAとの交渉が再開され、同月25日に大会の継続が発表された。
2020年は新型コロナの大流行の影響により中止された。2021年は無観客で開催された。

## 大会歴代優勝者
| 再春館レディース                       | 再春館レディース                       | 再春館レディース                       |
| 開催年                                 | 優勝者名                               | 開催コース                             |
| -------------------------------------- | -------------------------------------- | -------------------------------------- |
| 1992年                                 | 塩谷育代                               | 玉名カントリークラブ                   |
| 1993年                                 | 城戸富貴                               | 高遊原カントリークラブ                 |
| 1994年                                 | 塩谷育代                               | 高遊原カントリークラブ                 |
| 1995年                                 | 吉川なよ子                             | 高遊原カントリークラブ                 |
| 1996年                                 | 李英美                                 | 熊本空港カントリークラブ               |
| 1997年                                 | 山崎千佳代                             | 熊本空港カントリークラブ               |
| 1998年                                 | 服部道子                               | 熊本空港カントリークラブ               |
| 1999年                                 | 平尾名芳子                             | 熊本空港カントリークラブ               |
| 再春館レディース・火の国オープン       |                                        |                                        |
| 開催年                                 | 優勝者名                               | 開催コース                             |
| 2000年                                 | 米山みどり                             | 熊本空港カントリークラブ               |
| 2001年                                 | 肥後かおり                             | 熊本空港カントリークラブ               |
| 2002年                                 | 涂阿玉                                 | 熊本空港カントリークラブ               |
| 2003年                                 | 李知姫                                 | 熊本空港カントリークラブ               |
| 2004年                                 | 不動裕理                               | 熊本空港カントリークラブ               |
| ライフカードレディスゴルフトーナメント |                                        |                                        |
| 開催年                                 | 優勝者名                               | 開催コース                             |
| 2005年                                 | 横峯さくら                             | 熊本空港カントリークラブ               |
| 2006年                                 | 不動裕理                               | 熊本空港カントリークラブ               |
| 2007年                                 | 上田桃子                               | 熊本空港カントリークラブ               |
| 2008年                                 | 馬場ゆかり                             | 熊本空港カントリークラブ               |
| 2009年                                 | 李知姫                                 | 熊本空港カントリークラブ               |
| 西陣レディスクラシック                 |                                        |                                        |
| 開催年                                 | 優勝者名                               | 開催コース                             |
| 2010年                                 | 朴仁妃                                 | 熊本空港カントリークラブ               |
| 2011年                                 | 不動裕理                               | 熊本空港カントリークラブ               |
| 2012年                                 | 若林舞衣子                             | 熊本空港カントリークラブ               |
| KKT杯バンテリンレディスオープン        |                                        |                                        |
| 開催年                                 | 優勝者名                               | 開催コース                             |
| 2013年                                 | 佐伯三貴                               | 熊本空港カントリークラブ               |
| 2014年                                 | 勝みなみ（当時アマチュア）             | 熊本空港カントリークラブ               |
| 2015年                                 | 菊地絵理香                             | 熊本空港カントリークラブ               |
| 2016年                                 | 熊本地震により中止                     | 熊本地震により中止                     |
| 2017年                                 | 西山ゆかり                             | 熊本空港カントリークラブ               |
| 2018年                                 | 比嘉真美子                             | 熊本空港カントリークラブ               |
| 2019年                                 | 李知姫                                 | 熊本空港カントリークラブ               |
| 2020年                                 | 新型コロナウイルス感染拡大の影響で中止 | 新型コロナウイルス感染拡大の影響で中止 |
| 2021年                                 | 山下美夢有                             | 熊本空港カントリークラブ               |
| 2022年                                 | 植竹希望                               | 熊本空港カントリークラブ               |
| 2023年                                 | 岩井明愛                               | 熊本空港カントリークラブ               |
| 2024年                                 | 竹田麗央                               | 熊本空港カントリークラブ               |
| 2025年                                 | 佐久間朱莉                             | 熊本空港カントリークラブ               |

## テレビ放送
- 予選ラウンド（初日・2日目）は、熊本県民テレビ（KKT）ローカル[注釈 3]、最終日は熊本県民テレビを制作局としてNNS系列28局で録画放送されている（2013年までは22局ネットだった）。2023年のコメンタリー陣を以下に記す。
- 解説：平瀬真由美
- ラウンド解説：山崎千佳代
- 実況：上野聡行（熊本県民テレビ）
- ラウンドリポーター：安藤翔（日本テレビ）
- インタビューアー：宮澤奎太（熊本県民テレビ）

2012年はゴルフネットワークでも、「とことん1番ホール生中継」にて1番ホールの模様を3日間全て生中継された。
- 熊本地震により開催が中止となった2016年は、本来中継が予定されていた時間帯に、熊本県民テレビ制作による地震関連の報道特別番組を放送したが、最終日放送予定時間帯については、これを全国ネットで放送した。ただ、CMは大会スポンサーではなく、ACジャパンに差し替えた。
- 2021年の予選ラウンド（初日・2日目）及び決勝ラウンド（最終日）の前半9ホールの模様を日テレジータス（CS放送）で生中継[22]。また初日については日テレNEWS24にて14時台に1時間生中継を行った。

## 参考資料
- 日本女子プロゴルフ協会 KKT杯バンテリンレディスオープン・過去大会・歴代優勝者